# 24981 Shigekimurakami
24981 Shigekimurakami este un asteroid din centura principală de asteroizi.

## Descriere
24981 Shigekimurakami este un asteroid din centura principală de asteroizi. A fost descoperit pe 22 mai 1998 la Kuma Kogen de Akimasa Nakamura. Asteroidul prezintă o orbită caracterizată de o semiaxă mare de 2,17 ua, o excentricitate de 0,15 și o înclinație de 5,0° în raport cu ecliptica.